# Чиковани, Григол Самсонович
Григол (Григорий) Самсонович Чиковани (2 (15) марта 1910, Хоби (ныне - центр Хобского района края Самегрело и Земо-Сванети Грузия) — 26 ноября 1981, Тбилиси) — грузинский советский писатель, сценарист, драматург.

## Биография
Родился в семье служащего. В 1936 г. окончил юридический факультет Тбилисского университета, затем в 1939 — сценарный факультет Московского института кинематографии (ныне Всероссийский государственный университет кинематографии имени С. А. Герасимова).

## Творчество
Печататься начал с 1932 г. Первая книга автора — «Рассказы и новеллы», вышла в 1940 г.
Чиковани — автор рассказов о ратных и трудовых подвигах советских людей.
В сборнике рассказов «Граница жизни» (1952), «Мая» (1958), повестях «Любовь» (1958), «Вторая семья» (1960), очерках «Мать для всех» (1956), «Хозяйка зеленых гор» (1962) показал жизнь и труд тружеников колхозной деревни.
В соавторстве с Героем Социалистического Труда председателем колхоза М. Орагвелидзе написал книгу «Шрома» (1963) — о дружбе грузинских и украинских крестьян.
Наиболее значительные произведения послевоенных лет объединены в цикл «Одишские рассказы».
Автор историко-революционной трилогии «Февраль настал» (1971), «Земля» (1977), «Вера» (1980)), пьес, киносценариев.

## Фильмография
- 1941 — Огни Колхиды
- 1960 — Дедушка Гигия

На студии Госкинпром Грузии сыграл роль в фильме «Гасан» (1932).

## Награды
- орден «Знак Почёта» (17.03.1980)[1],
- медали СССР.